# ピョートル・カホフスキー

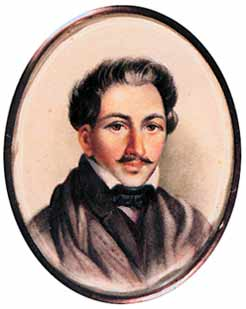
ピョートル・カホフスキー

ピョートル・グリゴリエヴィッチ・カホフスキー（ロシア語: Пётр Григо́рьевич Кахо́вский, ラテン文字転写: Petr Grigorievich Kakhovskii, 1797年 - 1826年7月25日（ユリウス暦7月13日））は、帝政ロシアの軍人、革命家。いわゆるデカブリスト（十二月党）の指導者で、ミハイル・ミロラドヴィチ伯爵とシュトゥルレル大佐を殺害し、デカブリストの乱の首謀者の一人として処刑された。

## 生涯
1797年、ロシア帝国のスモレンスク県（グベルニヤ）に没落貴族の息子として生まれる。父から250人の農奴を相続するが、土地抜きの売買や逃亡、死によってカホフスキー没後は17人に減っていた。
長じてモスクワ大学寄宿学校（露: Московский Университетский Пансион）に学び、1816年3月軍に入り少尉に任官し、近衛連隊に配属される。同年12月不行状を問われ、アレクサンドル1世の弟コンスタンチン大公指揮下の一兵卒に降格される。
カフカスの第7狙撃連隊に配属され、1817年少尉となる。1819年中尉に昇進するが、1821年病気のため軍を退役した。1823年病気療養のためドレスデン、パリ、スイス、イタリア、オーストリアに旅行し、翌1824年サンクトペテルブルクに戻った。旅行中に、ローマ史に熱狂し、特にマルクス・ユニウス・ブルートゥスによるガイウス・ユリウス・カエサル暗殺について、あえて、自分自身にブルートゥスと運命の共通を見出そうとした。
帰国後、カホフスキーは青年将校らの秘密結社に入り、ペテルブルクの「北方結社」では、急進派のコンドラチイ・フョードロヴィッチ・ルイレーエフを補佐した。カホフスキー自身、デカブリストの分派である「擲弾兵連隊」を組織し、皇帝およびロマノフ家全員の暗殺を主張するほど過激化していった。
1825年アレクサンドル1世が崩御し、デカブリストが武装蜂起した際、カホフスキーは決起することに躊躇していたが、12月14日元老院広場に赴き同志とともに行動する。12月15日ナポレオン戦争の英雄の一人で、将兵に人気のあった陸軍大将ミハイル・ミロラドヴィチ伯爵がデカブリストを説得に来たが、カホフスキーはミロラドヴィチ伯を狙撃し殺害に及んだ（皮肉なことにミロラドヴィチ伯は、自らが保有していた農奴を全員解放している。カホフスキーは、生活を維持するために自家の農奴を切り売りしていた）。カホフスキーはさらに自分の指揮下にあって反乱に参加した擲弾兵の原隊復帰を説得しようとしたシュトゥルレル大佐も殺害した。
12月15日逮捕され、身柄をサンクトペテルブルクの特別法廷に移される。パーヴェル・ペステリ、ルイレーエフ、セルゲイ・ムラヴィヨフ＝アポストル、ミハイル・ベストゥージェフ＝リューミンの4人とともに首謀者とされ、四つ裂き刑を宣告されたが、後に絞首刑に変更された。1826年7月25日、ペトロパヴロフスク要塞で刑が執行された。処刑後、ペテルブルク、コロデイ島に秘密裏に葬られた。